# Петрос Вулгаріс
Петрос Вулгаріс (грец. Πέτρος Βούλγαρης; 13 вересня 1884 — 26 листопада 1957) — грецький адмірал, прем'єр-міністр країни 1945 року.

## Життєпис

### Ранні роки
Народився на острові Ідра в родині Георгіоса Вулгаріса та Архонто Ватсаксі. Після смерті батька 1885 року родина оселилась в Афінах, у батьків матері. Після закінчення школи вступив до Грецької морської академії (1899). У 1908–1910 роках навчався за кордоном, 1912 року служив на борту французького судна. Брав участь у Балканських війнах на борту есмінця Пантір, в тому числі брав участь у битві при Еллі. У 1915–1916 роках був ад'ютантом морського міністра, адмірала Павлоса Кундуріотіса. Коли 1916 року у Фессалоніках розгорнув свою діяльність Рух національної оборони, про-венізелістський Вулгаріс, як і його наставник Кундуріотіс, залишив Афіни та приєднався до революційного уряду. З 1916 до 1919 року командував есмінцем Велос, беручи участь у морських операціях союзників в Егейському морі під час Першої світової війни. Після перемоги анти-венізелістів на виборах 1920 року, Вулгаріса було усунуто від займаних посад у березні 1921.
Після краху кампанії в Малій Азії та військового перевороту повернувся до активних дій та був призначений капітаном есмінця Леон. 1923 року став командиром бази морської авіації у Фалері (передмістя Афін), а пізніше знову повернувся на Пантір як капітан судна. Під час так званого «морського страйку» в червні 1924 вийшов у відставку з флоту, проте повернувся за два місяці. Знову вийшов у відставку за рік після державного перевороту Теодороса Пангалоса. Після усунення останнього від влади у серпні 1926 Вулгаріс повернувся на службу та став головнокомандувачем морської авіації, цей пост він займав до 1930 року. Після цього став начальником військово-повітряних сил. 1931 року тав командиром морської бази острова Саламін, а у 1931–1934 був головнокомандувачем підводного флоту. 1934 отримав пост військового аташе в Анкарі й Белграді.

### Друга світова війна
Упродовж кількох наступних років працював у приватному секторі. Переїхав до Єгипту перед початком битви за Грецію у квітні 1941. У травні 1943 грецький уряд у вигнанні призвав його на службу та призначив на пост міністра авіації.
Після завершення війни політична ситуація в Греції залишалась нестабільною. Новий уряд Ніколаоса Пластіраса 9 квітня 1945 був змушений піти у відставку під тиском британців, і регент, архієпископ Афінський Дамаскин, призначив Вулгаріса тимчасовим главою уряду. Окрім того, Вулгаріс отримав кілька міністерських портфелів, зокрема військового міністра, морського, міністра авіації та, недовго, міністра закордонних справ. Неспроможний вийти з політичного глухого кута, Вулгаріс залишив морське міністерство 8 жовтня 1945, а за 9 днів і прем'єрське крісло.
1 липня 1947 був нагороджений найвищою грецькою військовою нагородою командорським хрестом Доблесті.
Помер в Афінах у морському шпиталі 1957 року від інфаркту та був похований на Першому афінському кладовищі.